# Харе Кришна
„Харе Кришна“ най-често се отнася до Маха-мантрата („Велика мантра“) Харе Кришна. Тя е вайшнавска мантра, съставена от думите „Харе“, „Кришна“ и „Рама“ (имена на Бога, според теологията на Гаудия вайшнавизма), позната добре извън Индия благодарение на Международното общество за Кришна-съзнание (най-често наричано просто „движението Харе Кришна“). Практикуващите смятат, че слушането ѝ, изговарянето ѝ, медитацията или просто високото ѝ повтаряне, може да доведе до висше духовно състояние на съзнанието. Според теологията на Гаудия вайшнавизма това духовно съзнание се изразява чрез любовта към Бог (Кришна).

## МантратаХаре Кришна
Думите „Харе Кришна“ са част от мантрата, съставена от санскритските имена на Бог Вишну – „Хари“, „Кришна“ и „Рама“. И трите имена се съдържат във Вишну сахсра нама. Самата Харе Кришна Маха мантра или „Велика мантра“ се изписва така:
| Харе Кришна Харе Кришна |
| Кришна Кришна Харе Харе |
| Харе Рама Харе Рама     |
| Рама Рама Харе Харе     |

Според Бхактиведанта Свами Прабхупада, Кришна и Рама се отнасят до самия Бог и означават „този, който е всепривличащ“, „източникът на цялото удоволствие“, докато Хара се отнася до „енергията на Бога“. Думата „Харе“ е обръщение към енергията на Бога, а думите „Кришна“ и „Рама“ са обръщения към самия Бог.

## Начини на повтаряне на Маха мантрата Харе Кришна
Мантрата Харе Кришна може да се повтаря силно (Киртан), тихо, за самия себе си (Джапа) или на ум.